# Средний констриктор глотки
Сре́дний констри́ктор гло́тки (лат. musculus constrictor pharyngis medius) — мышца-сжиматель глотки человека. Кроме среднего констриктора имеются другие сжиматели глотки: нижний и верхний констрикторы глотки и мышцы — подниматели глотки: шилоглоточная и трубно-глоточная.

## Общие сведения
Средний констриктор глотки — веерообразная поперечно-полосатая, произвольная (то есть может управляться сознанием) мышца. Она состоит из двух частей:
- хрящеглоточной части (лат. pars chondropharyngea), которая начинается от малого рога подъязычной кости;
- рожково-глоточной части (лат. pars ceratopharyngea), которая берет начало от большого рога подъязычной кости.

Имеет форму треугольной пластинки, расположенной широким основанием по шву глотки и с обращённой к подъязычной кости вершиной. Верхние пучки среднего констриктора частично закрывают верхний констриктор глотки. В свою очередь, нижнюю часть среднего констриктора прикрывает нижний констриктор глотки.

## Функция
Главная функция среднего констриктора глотки заключается в сужении просвета глотки (совместно с нижним и верхним констрикторами). При поступлении болюса (пищевого комка или жидкости) в глотку продольные мышцы-подниматели поднимают глотку кверху, а констрикторы глотки сокращаются последовательно от верхнего констриктора к нижнему, в результате чего болюс проталкивается по направлению к пищеводу.

## Источник
Сапин М. Р. Анатомия человека. В двух томах. Том 1.